# 營火

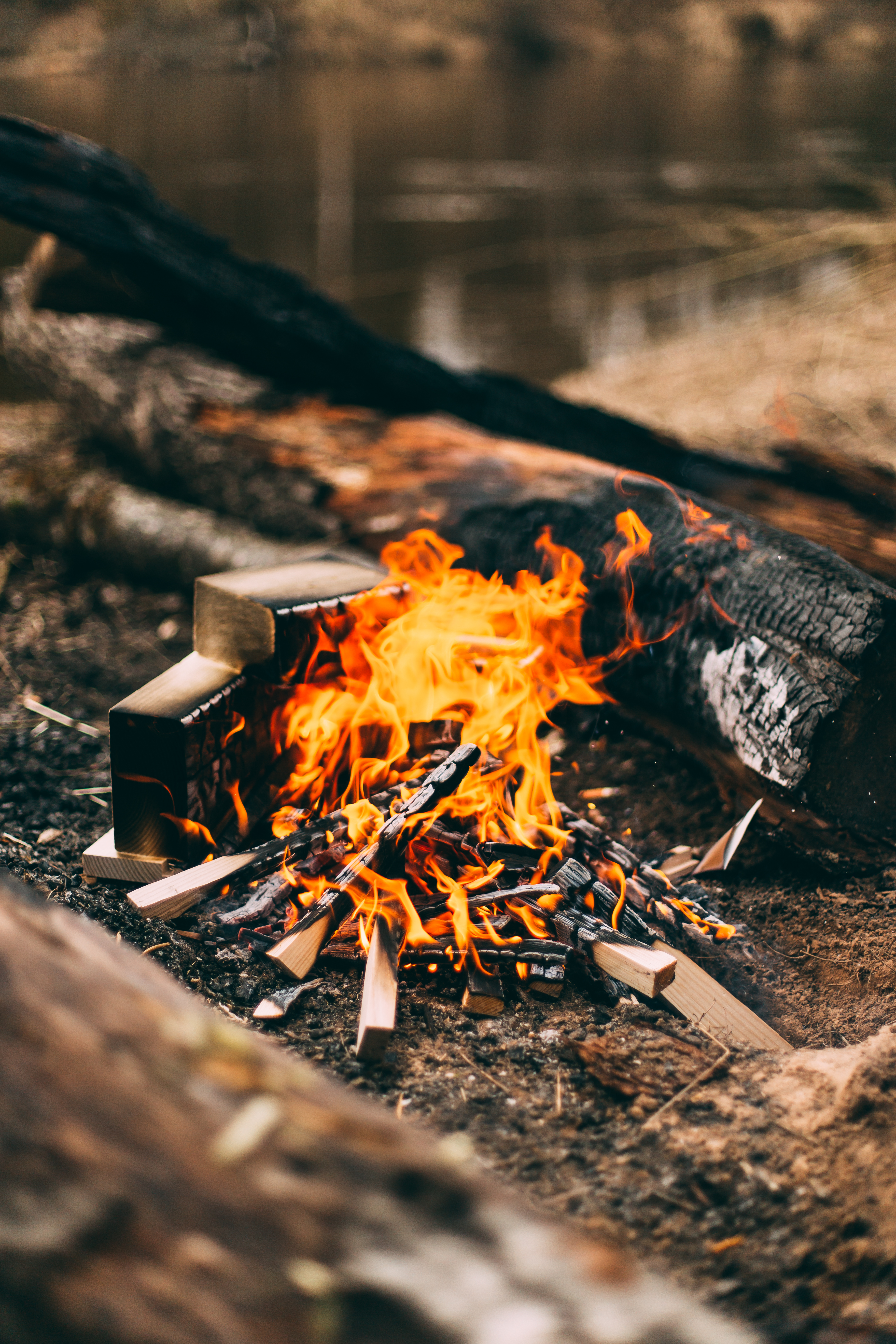
營火

營火是指在營地旁燃點的火堆，用作取暖及煮食。在童軍活動，營火是少不了的。不過，一般人由於對營火的防範較少，使意外較日常容易發生，特別是當營火失控之時。所以，在參與露營活動時，一定要由有經驗人士指導下才可點營火，而且在活動後亦要好好撲滅營火。香港1970年代露營活動十分時興，當時的電視就經常都有播放防止火災的廣告。